# Chalkidona
Chalkidona (griechisch Χαλκηδόνα (f. sg.), Katharevousa Chalkidon Χαλκηδών) ist eine griechische Gemeinde rund 30 km nordwestlich von Thessaloniki. Sie wurde zum 1. Januar 2011 aus drei Gemeinden gebildet und umfasst 17 Kleinstädte und Dörfer. Verwaltungssitz und größte Siedlung ist die Kleinstadt Koufalia mit knapp 8000 Einwohnern.

## Geografie
Chalkidona liegt in der Zentralmakedonischen Tiefebene beiderseits des Flusses Axios, der sich in Chalkidona in sein Mündungsdelta auffächert und das Gemeindegebiet etwa 15 Kilometer vor seiner Mündung verlässt. Einige Kilometer westlich von Gefyra befindet sich der Ellis-Damm, der den Axios zur Bewässerung für die Landwirtschaft aufstaut. Er hat ein Feuchtgebiet mit einigen Flussinseln entstehen lassen, die neben einer reichen Wildfauna auch wildlebende Pferde beheimatet und die Teil eines Natura-2000-Gebiets sind, das den gesamten Axios und die Mündungsgebiete weiterer Flüsse umfasst.
Der Loudias berührt das Gebiet westlich und bildet die Grenze zur benachbarten Gemeinde Alexandria, südlich trennt die Gemeinde Delta Chalkidona von der Ägäis. Weitere Nachbargemeinden sind westlich Pella, im Norden Peonia und Kilkis sowie Oreokastro östlich. 

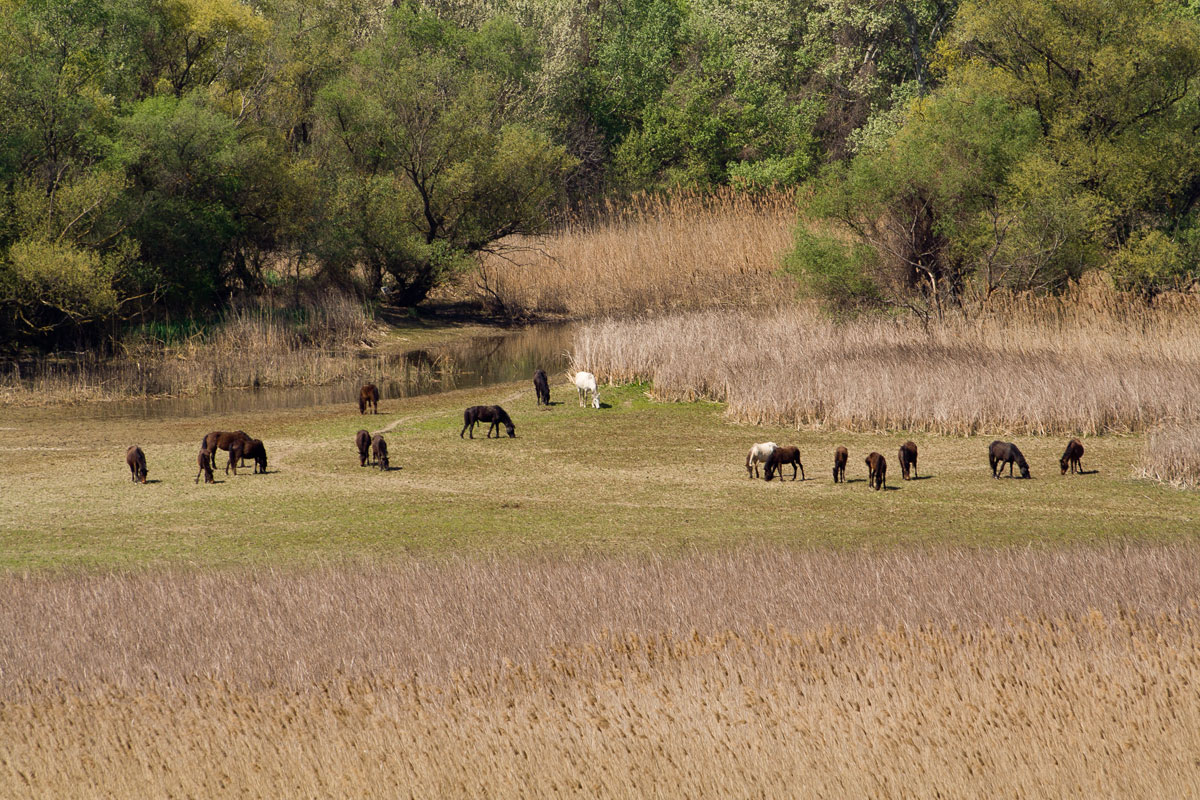
Pferde am Axios
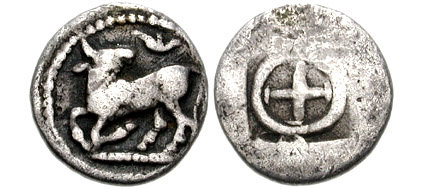
Silbermünze von Ichnai
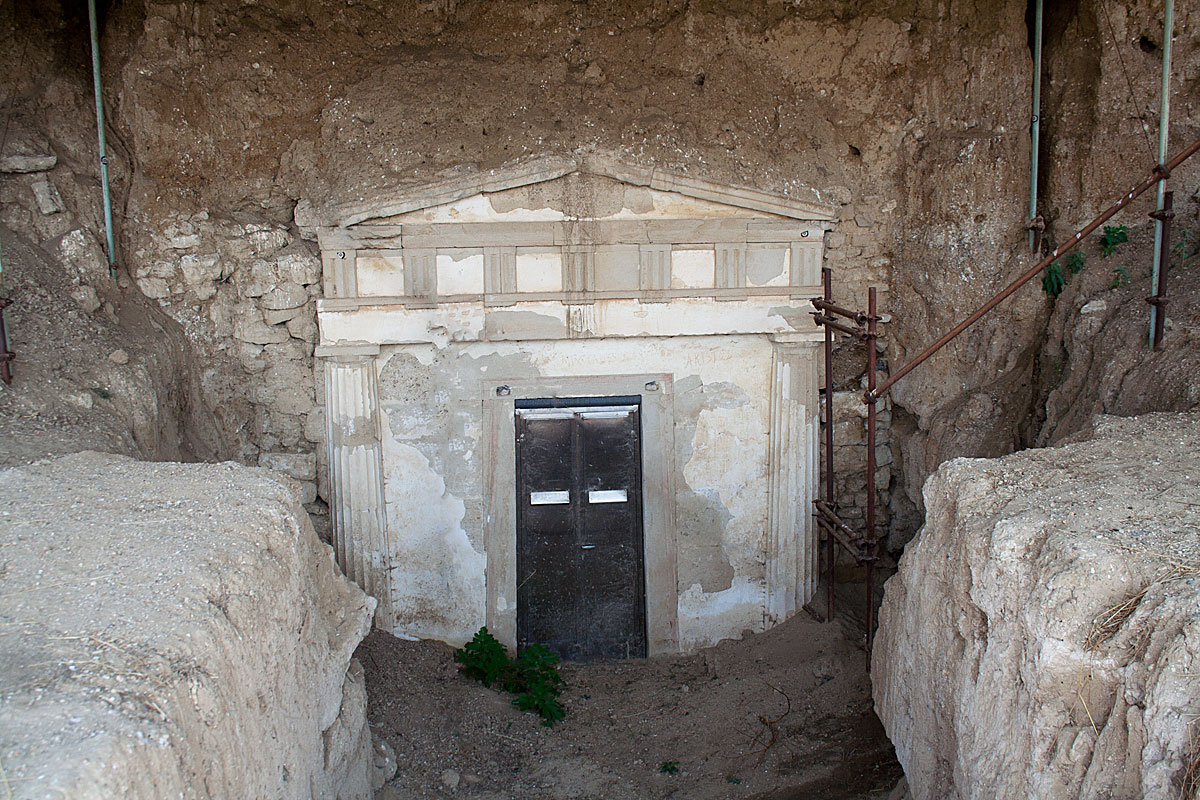
Makedonisches Grab in Gefyra
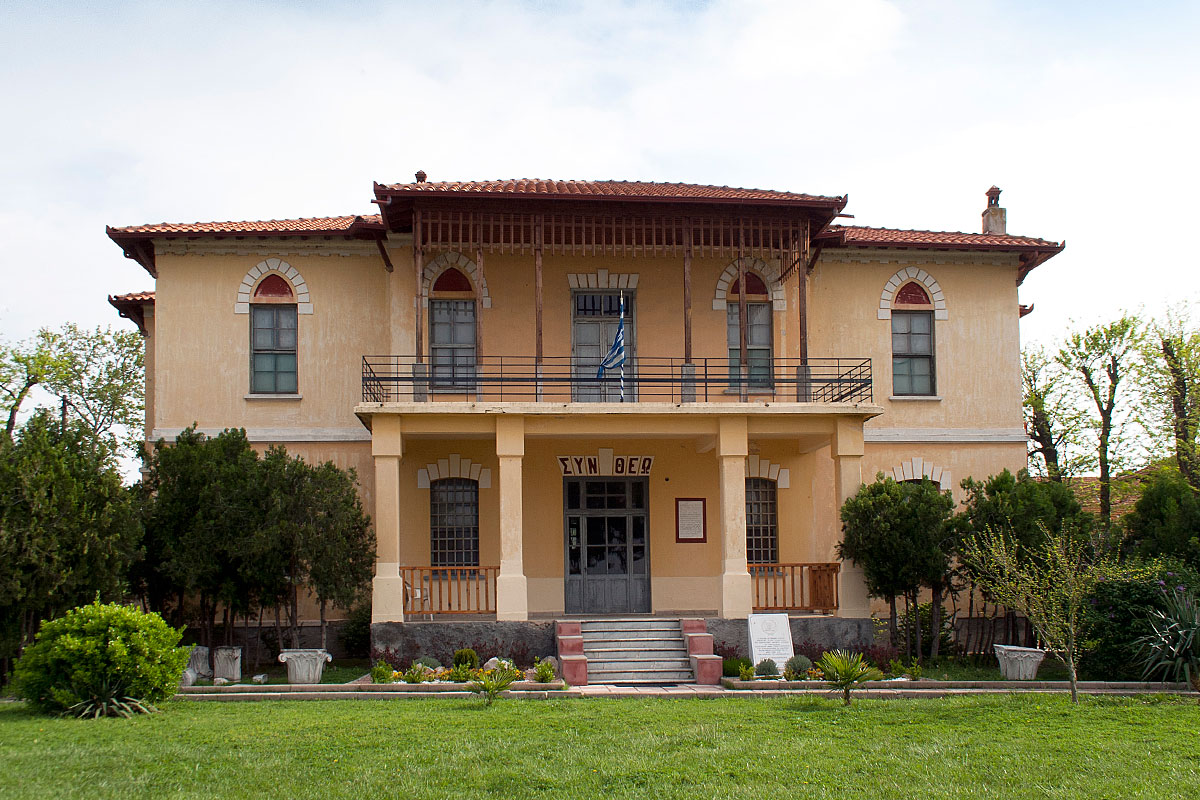
Museum der Balkankriege in Gefyra

## Geschichte
Prähistorische Besiedlung von Jungsteinzeit bis Eisenzeit wurde in der Gegend von Koufalia nachgewiesen, eine der Siedlungen war bis in die Römerzeit bewohnt und entspricht möglicherweise der antiken Stadt Ichnai (altgriechisch Ἴχναι). Das Gebiet lag damals noch an der Ägäisküste. Makedonische Gräber aus dem 5. Jahrhundert v. Chr. wurden zwischen Gefyra und Agios Athanasios ausgegraben. Seit der Gründung Thessalonikis gehörte das Gebiet zum bäuerlichen Umland der Stadt, die römische Via Egnatia querte den Axios bei Gefyra und verband die Gegend mit der Metropole. 
Die Bevölkerung im Gebiet von Chalkidona war im 19. Jahrhundert überwiegend slawisch-orthodox und türkisch-muslimisch und wurde zwischen 1913 und 1928 infolge der Balkankriege, des Ersten Weltkriegs und des Griechisch-Türkischen Krieges nahezu komplett ausgetauscht. So leben zum Beispiel in Koufalia noch heute zu rund 80 Prozent Nachkommen griechischer Flüchtlinge aus Topolowgrad, Mesimvria ist der griechische Name der Stadt Nesebar. Das Dorf Yaylacık (gr. Gialiatzik oder Giailatzik) nahm rund 150 Flüchtlingsfamilien aus Kadıköy auf und wurde 1926 nach dessen griechischem Namen in Chalkidon umbenannt, was 2011 auch zum Namen der Großgemeinde wurde. Alle Ortsnamen wurden zwischen 1926 und 1928 durch griechische ersetzt.

## Sehenswürdigkeiten
Im Dorf Gefyra, vor 1926 Topsin bzw. Topçular, wurde 1999 vom griechischen Verteidigungsministerium ein Herrenhaus erworben, das Kronprinz Konstantin während des Ersten Balkankriegs vom 6. bis 9. November als Hauptquartier diente und in dem am 26. Oktoberjul. / 8. November 1912greg. durch Hasan Tahsin Paşa die Kapitulation Thessalonikis unterzeichnet wurde. Das Gebäude wurde zu einem Museum der Balkankriege umgestaltet; 2006 wurden Tahsins Gebeine im Hof des Museums beigesetzt.

## Verkehr

### Straße
Chalkidona liegt an der Kreuzung der alten Nationalstraße 2 als Ost-West-Verbindung mit der Autobahn 1, die den Axios entlang weiter nach Mazedonien führt und die wesentliche Nord-Süd-Verbindung Griechenlands ist. Parallel zur Nationalstraße verläuft südlich der Gemeinde mit der A 2 die nordgriechische Hauptverbindung in Ost-West-Richtung. 

### Schiene
Chalkidona hat zwei Bahnhöfe an der hier 1872 eröffneten Bahnstrecke Thessaloniki–Idomeni: Gefyra (Streckenkilometer 23,4) und Kastanas (Streckenkilometer 36,5). Personenverkehr findet hier kaum noch statt, derzeit (2020) verkehrt auf der Strecke nur ein Zugpaar, der Hellas-Express von Belgrad nach Thessaloniki – und das auch nur während der Sommer-Saison. Sonst findet hier ausschließlich Güterverkehr statt. Ein weiterer Bahnhof befindet sich weiter südlich im Stadtbezirk Adendro an den hier vereinigt geführten Bahnstrecken Thessaloniki–Athen und Thessaloniki–Florina.

### Luftverkehr
Der Flughafen Thessaloniki liegt rund 58 Straßenkilometer südöstlich von Chalkidona.

## Gemeindegliederung
Bis 1997 gliederte sich Chalkidona in 14 selbständige Gemeinden. Sie wurden zunächst zu den Gemeinden Agios Athanasios, Chalkidona und Koufalia fusioniert, die mit dem Kallikratis-Programm 2010 zu einer Gemeinde vereinigt wurden. Die 14 Altgemeinden haben seit 2011 den Status von Stadtbezirken (Ez. gr. dimotiki kinotita, ab 2000 Einwohnern) bzw. Ortsgemeinschaften (topiki kinotita) – und wählen einen Rat als Lokalvertretung. Die Einwohnerzahlen stammen aus dem Ergebnis der Volkszählung 2011.

Der Gemeindebezirk Agios Athanasios

- Gemeindebezirk Agios Athanasios – Δημοτική Ενότητα Αγίου Αθανασίου – 14.753
  - Stadtbezirk Agios Athanasios – Δημοτική Κοινότητα Αγίου Αθανασίου – Άγιος Αθανάσιος – 4.967
  - Stadtbezirk Gefyra – Δημοτική Κοινότητα Γεφύρας – Γέφυρα – 3.059
  - Stadtbezirk Nea Mesimvria – Δημοτική Κοινότητα Νέας Μεσημβρίας – Νέα Μεσημβρία – 3.050
  - Stadtbezirk Vathylakkos – Δημοτική Κοινότητα Βαθυλάκκου – Βαθύλακκος – 2.337
  - Ortsgemeinschaft Anchialos – Τοπική Κοινότητα Αγχιάλου – Αγχίαλος – 738
  - Ortsgemeinschaft Xirochori – Τοπική Κοινότητα Ξηροχωρίου – 602
    - Baleika – Μπαλαίικα – 35
    - Xirochori – Ξηροχώρι – 567

Der Gemeindebezirk Chalkidona

- Gemeindebezirk Chalkidona – Δημοτική Ενότητα Χαλκηδόνος – 8.341
  - Stadtbezirk Adendro – Δημοτική Κοινότητα Αδένδρου – Άδενδρο – 2.079
  - Stadtbezirk Chalkidona – Δημοτική Κοινότητα Χαλκηδόνος – Χαλκηδόνα – 3.094
  - Stadtbezirk Mikro Monastiri – Δημοτική Κοινότητα Μικρού Μοναστηρίου – 2.095
    - Loudias – Λουδίας – 789
    - Mikro Monastiri – Μικρό Μοναστήρι – 1.306

  - Ortsgemeinschaft Eleousa – Τοπική Κοινότητα Ελεούσης – Ελεούσα – 385
  - Ortsgemeinschaft Parthenio – Τοπική Κοινότητα Παρθενίου – Παρθένιο – 502
  - Ortsgemeinschaft Valtochori – Τοπική Κοινότητα Βαλτοχωρίου – Βαλτοχώρι – 186

Der Gemeindebezirk Koufalia

- Gemeindebezirk Koufalia – Δημοτική Ενότητα Κουφαλίων – 10.579
  - Stadtbezirk Koufalia – Δημοτική Κοινότητα Κουφαλίων – 8.139
    - Koufalia – Κουφάλια – 7.850
    - Ergatikes Katikies – Εργατικές Κατοικίες – 289

  - Stadtbezirk Prochoma – Δημοτική Κοινότητα Προχώματος – 2.440
    - Akropotamos – Ακροπόταμος – 596
    - Kastanas – Καστανάς – 630
    - Prochoma – Πρόχωμα – 1.214